# Folkhemmet i Hofors-Torsåker
Folkhemmet i Hofors-Torsåker är ett lokalt politiskt parti i Hofors kommun. Partiet startades ett halvår före valet 2002 av Pär Åslund, Bror Sundin och Kent Olsson. Partiet tog 2 av kommunfullmäktiges 31 mandat i detta val, platser som besattes av Pär Åslund och Bror Sundin.
I 2006 års val tog partiet 4 mandat och blev näst största parti i fullmäktige där Åslund och Sundin fick sällskap av Kent Olsson och Mikael Larsson. Partiets framgång bidrog till att socialdemokraterna för första gången förlorade sin egen majoritet i kommunfullmäktige. En debatt om påstådd främlingsfientlighet hos partiets första ersättare till kommunfullmäktige, Anitha Näsström, fick dock de fyra borgerliga partierna att ta avstånd från Folkhemmet och därigenom garantera att socialdemokraterna med stöd endera av vänsterpartiet eller något eller några av de borgerliga partierna kommer att kunna styra kommunen ytterligare fyra år. Detta ledde till en kraftig debatt på Arbetarbladets insändarsidor.

## Valresultat
| År   | Röster | Procent | Mandat         |
| ---- | ------ | ------- | -------------- |
| 2002 | 379    | 6,33 %  | 2 av 31 mandat |
| 2006 | 721    | 12,01 % | 4 av 31 mandat |
| 2010 | 556    | 9,00 %  | 3 av 31 mandat |